# Ella Fitzgerald's Christmas
Ella Fitzgerald's Christmas è il trentaseiesimo album della cantante Ella Fitzgerald, pubblicato dalla Capitol Records nel 1967.
L'album vede la cantante interpretare brani classici del repertorio natalizio.

## Tracce
Lato A
1. Oh Holy Night (Adolphe Adam, John Sullivan Dwight) – 1:47
2. It Came Upon the Midnight Clear (Edmund Hamilton Sears, Richard Storrs Willis) – 3:21
3. Hark! The Herald Angels Sing (Felix Mendelssohn, Charles Wesley) – 1:49
4. Away in a Manger (Traditional) – 2:12
5. Joy to the World (Lowell Mason, Isaac Watts) – 1:40
6. The First Noel (William B. Sandys) – 1:50
7. Silent Night (Franz Xaver Gruber, Joseph Mohr) – 2:52

Lato B
1. O Come All Ye Faithful (Frederick Oakeley, John Francis Wade) – 2:45
2. Sleep, My Little Jesus – 2:17
3. Angels We Have Heard on High – 1:45
4. O Little Town of Bethlehem (Phillip Brooks, Lewis H. Redner) – 2:10
5. We Three Kings (John Henry Hopkins Jr.) – 2:07
6. God Rest Ye Merry, Gentlemen – 1:27